# SSD Imperia 1923
Società Sportiva Dilettantistica Imperia 1923, zkráceně jen Imperia je italský klub hrající v sezoně 2024/25 4. italskou fotbalovou ligu, sídlící ve městě Imperia v regionu Ligurie.

## Změny názvu klubu
- 1923/24 – 1987/88 – US Imperia (Unione Sportiva Imperia)
- 1988/89 – 1991/92 – AS Imperia 1987 (Associazione Sportiva Imperia 1987)
- 1992/93 – 1997/98 – AC Imperia (Associazione Calcio Imperia)
- 1998/99 – 2000/01 – Imperia Calcio (Imperia Calcio)
- 2001/02 – 2007/08 – US Imperia 1923 (Unione Sportiva Imperia 1923)
- 2008/09 – 2011/12 – ASD Imperia Calcio (Associazione Sportiva Dilettantistica Imperia Calcio)
- 2012/13 – ASD Imperia 1923 (Associazione Sportiva Dilettantistica Imperia 1923)

## Získané trofeje

### Vyhrané domácí soutěže
- 4. italská liga (2x)

1969/70, 1977/78

## Účast v ligách
| Úroveň soutěže | Název soutěže (nynější název) | První hraná sezona | Poslední hraná sezona | celkem odehraných sezon |
| -------------- | ----------------------------- | ------------------ | --------------------- | ----------------------- |
| 3              | Serie C                       | 1930/31            | 1971/72               | 10                      |
| 4              | Serie D                       | 1948/49            | 2024/25               | 32                      |
| 5              | Eccellenza                    | 1952/53            | 2023/24               | 27                      |